# Francescane di Santa Maria degli Angeli

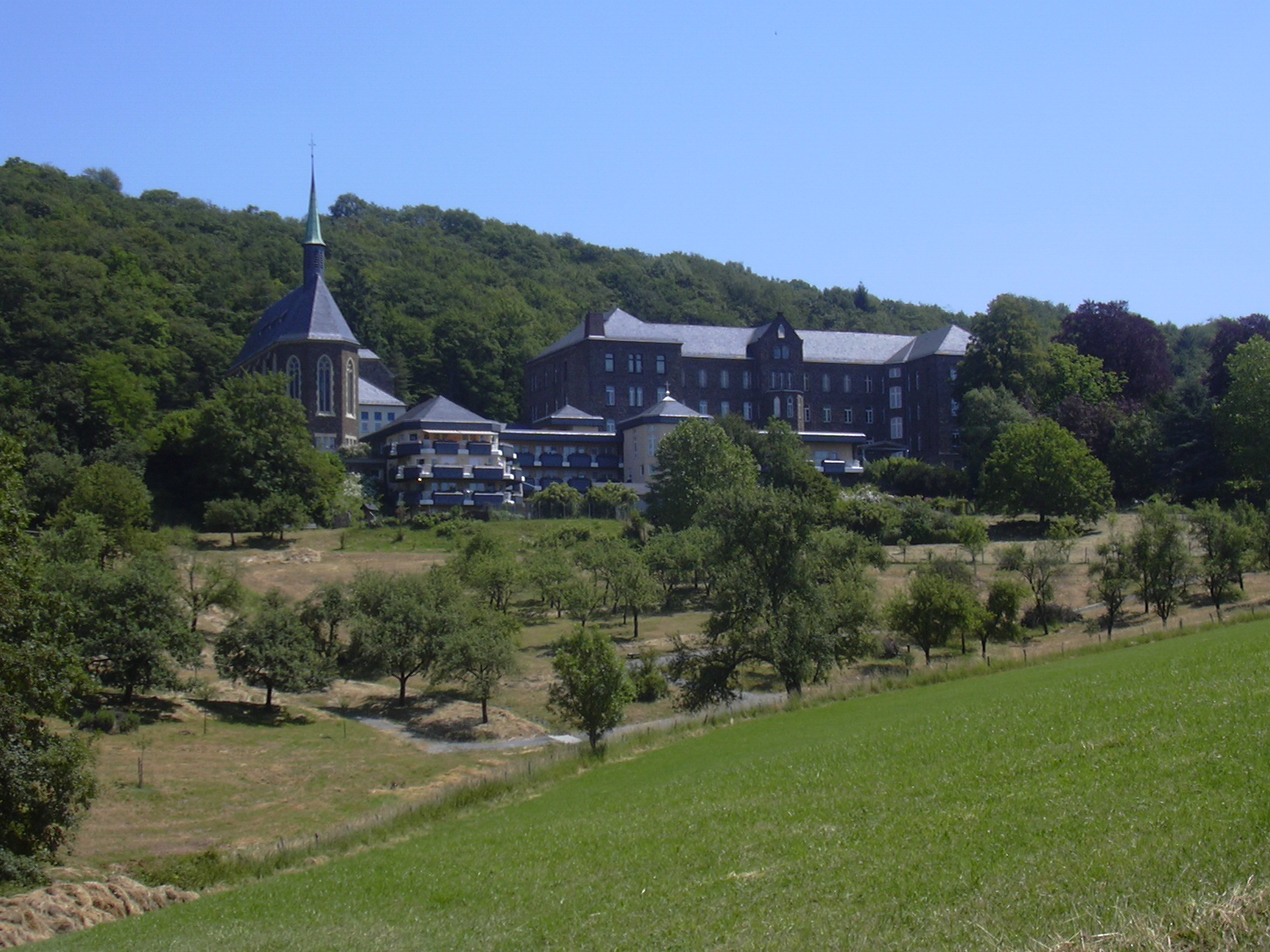
La casa madre della congregazione

Le Francescane di Santa Maria degli Angeli, dette di Waldbreitbach (in tedesco Franziskanerinnen von der Heiligen Jungfrau Maria von den Engeln), sono un istituto religioso femminile di diritto pontificio: le suore di questa congregazione pospongono al loro nome la sigla F.B.M.V.A.

## Storia

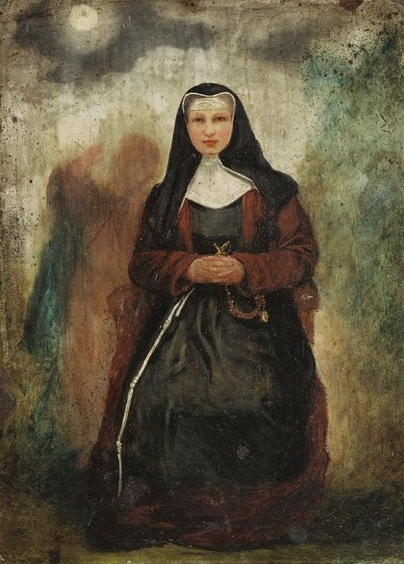
Beata Rosa Flesch, fondatrice della congregazione

La congregazione venne fondata da Margaretha Rosa Flesch (1826-1906): nel 1844 iniziò a costruirsi un reclusorio accanto alla casa paterna e iniziò a dedicarsi all'assistenza agli ammalati poveri e nel 1851, assieme a una compagna epilettica, si ritirò in un eremo abbandonato di Waldbreitbach, in Renania; alle due si unirono presto altre donne e la comunità venne ascritta al terz'ordine di san Francesco.
Peter Wirth, fondatore dei Fratelli Francescani della Santa Croce, aiutò la Flesch a organizzare la fraternità, le cui prime costituzioni vennero approvate da Matthias Eberhard, vescovo di Treviri.
La congregazione inizialmente era dedita a varie forme di apostolato (istruzione, assistenza agli orfani), ma con il Kulturkampf le suore dovettero limitare la loro attività alla cura dei malati.
Il 28 agosto 1903 le Francescane di Waldbreitbach vennero aggregate all'Ordine dei Frati Minori: ottennero il pontificio decreto di lode il 12 dicembre 1912 e le loro costituzioni vennero approvate definitivamente dalla Santa Sede il 30 aprile 1928.
La fondatrice è stata beatificata nel 2008.

## Attività e diffusione
Le Francescane di Waldbreitbach si dedicano soprattutto a opere di assistenza sociale e sanitaria.
Sono presenti in Brasile, Germania, Paesi Bassi e Stati Uniti d'America: la sede generalizia è a Waldbreitbach.
Al 31 dicembre 2005 l'istituto contava 392 religiose in 39 case.